# Castillo-Palacio de Tarrasa
La torre del Palacio (en catalán Torre del Palau) es el único vestigio del castillo palacio de Tarrasa, que en el momento de máxima pujanza extendió sus dominios desde el Llobregat hasta el Ripoll y desde San Cugat del Vallés hasta el Pla de Bages. Pedro de Fizes y Pedro Francisco de Montanyans fueron castellanos en diferentes épocas.
La torre maestra, que fue cárcel hasta bien entrado el siglo XIX, fue la única estructura que quedó derecha cuando en 1891 el último propietario del castillo decidió derribar lo que quedaba del edificio. Documentada por primera vez el año 1016, fue cedida al municipio en 1994 y actualmente es una de las secciones del Museo de Tarrasa.

## Edificio
Es una edificación románica de forma cilíndrica, construida con cantos rodados de río y sillares de piedra, de planta circular, de 26,70 m de altura y un diámetro de 7,5 m en la base. Se divide en diferentes niveles; el inferior, medio enterrado, está cubierto por una bóveda de piedra y comunica con la primera planta, subdividida por un forjado de madera, desde donde arranca una escalera de caracol que enlaza con los dos niveles superiores, cubiertos con bóveda de ladrillo.
El coronamiento, de finales del siglo XIX, obra de Lluís Muncunill, consiste en un friso de almenas de ladrillo sobre una cornisa por debajo de la cual hay una serie de arquerías ciegas. El acceso originario está a unos 7 m de la base y actualmente se sube por una escalera metálica moderna; de la puerta románica solo se conserva un arco de medio punto adovelado. La torre presenta un par de aperturas, de las que destaca el ventanal gótico a la altura de la primera planta, añadido hacia el siglo XVI. En el castillo de Vallparadís se conservan los ventanales y los portales góticos originarios.

## Situación
Está situada detrás de la plaza Vella (desde donde apenas se ve el coronamiento), entre la calle Cremat y la de los Gavatxons. Como quedaba escondida de la vista, en 1991 se derribaron las casas de atrás y se abrió una plaza de nueva creación, la llamada plaza de la Torre del Castell-Palau, desde la cual se puede acceder. En esta misma plaza, en la planta baja de la casa de Antonio José Torrella y Maurí, se encuentra el Centro de Interpretación de la Villa Medieval de Tarrasa.